# Hemglass

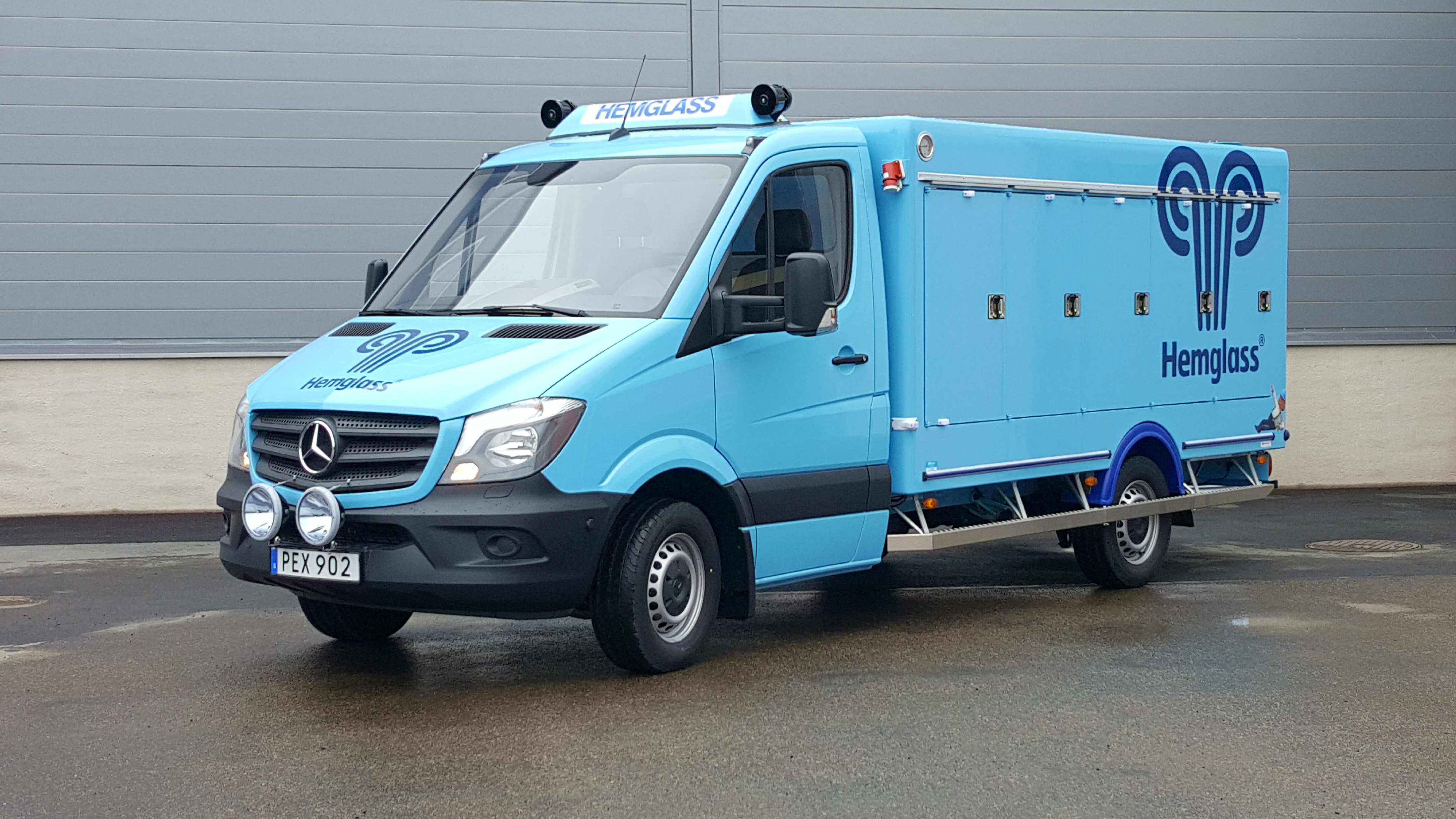
Glassbil från Hemglass, mars 2017.

Hemglass är det svenska varumärket för glasstillverkaren Hjem-IS Europa A/S och lanserades i Sverige 1968. Företaget kör ut sina produkter i glassbilar i Sverige (Hemglass) och Danmark (Hjem-IS). 
Hemglass övergick i Sverige 2012 från självständigt bolag till att bli en del i bolaget Nestlé Sverige AB och dess filialavdelningar med glassbilsförsäljning i olika landsdelar drivs av franchisetagare som fristående bolag, på samma sätt som exempelvis Ica och McDonald's. Från och med 1 januari 2014 har verksamheten i Sverige och Danmark övertagits av det svenska rikstäckande distributionsbolaget inom livsmedelsbranschen Varsego. 
Hemglassbilen i Sverige och Finland har sedan mitten på 1980-talet varit en av de mest kända och omdebatterade signaturmelodierna. Den är komponerad efter ett utkast till förslag av Robert Sund som inte avsåg att den skulle få den klang den nu har. Melodin påminner starkt om, men är inte identisk med, komikerparet Helan och Halvans signaturmelodi samt en:Oh! How I Hate to Get Up in the Morning av Irving Berlin, ursprungligen från 1918. Melodin är registrerad som varumärke. Fram till mitten av 1970-talet förekom i stället en vällingklocka på Hemglassbilarna, och den används fortfarande i Danmark.
Det pågår ett projekt med GPS-positionering av hemglassbilar, för att kunna erbjuda bättre service och kunna göra exakta SMS-utskick till Hemglass kunder.
I Norge gick Hjem-IS i konkurs i januari 2014, varvid konkurrenten Den Norske Isbilen AS i mars 2014 övertog deras marknader och bilar för fortsatt drift i sin egen regi. Även i Finland bedrevs verksamhet, under namnet Kotijäätelö, till augusti 2013.. 

## Historia
Hemglass grundades 1968 av Eric Ericsson, som var ägare av familjeföretaget Kalmar Glassfabrik. Anders Gavlevik tillförde nya annorlunda försäljningsidéer, som till exempel den från USA hämtade idén att köra ut med bil direkt till hushållen.
Fabriken i Strängnäs byggdes 1972 och var Hemglass första produktionsanläggning, men lades ner vid årsskiftet 2005–2006 på grund av vikande glasskonsumtion på hela den nordiska marknaden. Efter nedläggningen av anläggningen i Strängnäs ligger huvudkontoret för Sverige i Norsborg. Hemglass har därefter bara produktion i Esbjerg.
Under 1970-talet övertogs företaget etappvis av utvecklingsbolaget Hexagon. Under 1992–1997 var förvaltningsbolaget Industri Kapital ägare till Hemglass. 1997 blev tyska Schöller ägare, 2002 ingick Hemglass i det världsomspännande livsmedelsföretaget Nestlé, och från 2014 drivs Hemglass av det svenska distributionsföretaget Varsego Sverige AB, vilka bland annat också distribuerar GB Glace till återförsäljare.

## Bullerstörning och konstnärlig kommentar
Många är de som irriterat sig på Hemglassbilarnas ljudliga upprepade melodislinga och som även drivit saken inför domstol. En privatperson i Skånes-Fagerhult anmälde i juli 2010 Hemglass för störande av allmän ordning och för att de sprider "ett ljud som går en på nerverna", samt beskriver fenomenet som en "ren terrorverksamhet" och att det försämrar livskvalitén. En man i Sjöbo har bett Sjöbo kommun ta itu med Hemglass-signalen.
Bo Sjöberg, professor vid Sahlgrenska akademin i Göteborg, krävde i en skrivelse till dåvarande konsumentministern Nyamko Sabuni att Hemglass signaturmelodi skulle stoppas.  Sjöberg, gjorde en jämförelse med vattentortyr, som på liknande sätt bygger på små upprepningar. Han krävde stopp för försäljning av glass och godis med hjälp av lockmelodier.
En göteborgare blev så irriterad på ljudsignalerna att han drev ett rättsligt mål i miljönämnden och sedan i Länsstyrelsen i Västra Götalands län. Som argument framhölls att glassbilen har en turlista, så signalering är överflödigt. Dessutom är den inte ett utryckningsfordon som gör samhällsnytta. Men miljödomstolen gjorde samma bedömning som andra instanser, berättar den juridiska nyhetssajten Pointlex. Domstolen konstaterar år 2008, att för att man ska kunna ingripa krävas att det "föreligger en risk för olägenhet för människors hälsa som inte är ringa eller helt tillfällig och det handlar det inte om här".
Hemglassbilens försäljningsmelodi fastställdes inte utgöra sådan olägenhet för människors hälsa som avses i miljöbalkens 9 kapitel 3 § genom ett avslaget överklagande den 25 maj 2004 i Vänersborgs miljödomstol i mål M 3208-04
Ett liknande bullerstörningsmål kan finnas i M 5214-04 mellan B-I P och Hemglass försäljning AB m.fl som inkom 2004-06-24 och avgjordes 2004-07-15.
Melodin anmäldes 2002 av en privatperson som hälsovådlig. Länsstyrelsen i Västra Götalands län friade Hemglass eftersom man fann att ljudslingan inte är hälsovådlig. 
Boende i Täby kommun och Vaxholms kommun har hört av sig till Södra Roslagens Miljö och Hälsoskyddsnämnd (SRMH), och i kraftfulla skrivelser uttryckt att de "under flera timmar i veckan störs av glassbilens melodislinga".
Miljö och samhällsbyggnadsförvaltningen i Huddinge kommun avslog 2008-12-17 en anmälan om överträdelse av miljöbalken för bullerstörning. Myndighetens mätning visade 42 dBA.
Från sommaren 2013 pågick ett omskrivet bråk mellan företagaren Percy Nilsson (Höllviken, Vellinge kommun) och Hemglass.  Nilsson kontaktade flera gånger företaget, polisen och kommunen i försök att stoppa tutandet från Hemglassbilarna.  Under hösten 2013 gjorde Nilsson sedermera en polisanmälan mot företaget för ofredande, alternativt brott mot lokala ordningsföreskrifter. Brottet ska ha begåtts den 29 juli 2013, då Hemglassbilsföraren tutat 10 gånger på en 75 meter lång sträcka. Parallellt med detta har även Hemglass gjort en anmälan om skadegörelse mot ett av sina fordon. Enligt Hemglass var Nilsson den som låg bakom det, vilket Nilsson först förnekade. Han har dock senare, hösten 2013, erkänt protestaktionen och krävts på skadestånd. Percy Nilsson dömdes i slutet av januari 2014 i första rättsinstans till 100 dagsböter för skadegörelse.
Tonsättaren Staffan Mossenmark formulerade 1993 sin akustiska kommentar till melodislingan som en del i sitt arbete, att uppmärksamma frågan om ljudstörningar i det moderna samhället. Verket OZON II för 24 glassbilar uruppfördes det året på Götaplatsen i Göteborg med hjälp av 24 Hemglassbilars melodislinga i  kanon.